# آتاگن یالچینکایا
آتاگن یالچینکایا (انگلیسی: Atagün Yalçınkaya؛ زادهٔ ۱۴ دسامبر ۱۹۸۶) از برندگان مدال‌های بازی‌های المپیک تابستانی و بوکسور اهل ترکیه است.